# Euphorbia cussonioides
Euphorbia cussonioides là một loài thực vật thuộc họ Euphorbiaceae. Đây là loài đặc hữu của Kenya.